# Lenguas mixezoqueanas
Las lenguas mixe-zoqueanas (o mije-soqueanas) son una familia lingüística cuyas lenguas adscritas son habladas en el istmo de Tehuantepec, la sierra de Juárez y el occidente de Chiapas. El gobierno mexicano reconoce tres lenguas mixe-zoqueanas diferentes, que son el mixe, el zoque y el "popoluca" (aunque realmente el término "popoluca" se refiere a lenguas diferentes, a pesar de la similitud en el nombre). La primera de estas lenguas posee alrededor de doscientos mil hablantes, concentrados especialmente en el norte de Oaxaca. El zoque, por su parte, cuenta con alrededor de cien mil usuarios, y el popoluca, alrededor de sesenta y nueve mil. A pesar de lo que pudieran indicar las apariencias nominales, en realidad cada uno de los términos señala más propiamente un conjunto de lenguas emparentadas entre sí, que en ocasiones llegan a ser ininteligibles. Ethnologue cuenta alrededor de 16 lenguas mixe-zoqueanas distintas. Por su parte Wichmann (1995), en su clasificación más reciente, distingue doce lenguas y once dialectos. 
Algunas lenguas extintas en nuestros días han sido clasificadas como mixe-zoqueanas. Tal es el caso del idioma tapachulteco, hablado en la región de Tapachula, en el sureste de Chiapas.

## Historia
Históricamente, la familia mixe-zoqueana tuvo una mayor difusión, alcanzando la costa del Pacífico guatemalteco. Terrence Kaufman y Lyle Campbell (1976) han argumentado, basados en un cierto número de préstamos lingüísticos encontrados en otras lenguas mesoamericanas, que es muy probable que los portadores de la cultura olmeca hayan sido hablantes de alguna lengua mixe-zoque. Por su lado, Terrence Kaufman y John Justeson, en últimos tiempos han dicho que completaron el desciframiento de la escritura epi-olmeca, correspondiente a alguna lengua mixe-zoqueana. 
Ambas posturas han sido criticadas. Michael Coe y David Stuart señalan que aún resultan insuficientes las pruebas de que el epi-olmeca ha sido descifrado con propiedad, y han intentado emplear las claves propuestas por Kaufman y Justeson para leer otros materiales, con el propósito de demostrar su falibilidad. Wichmann (1995) critica algunos de los supuestos préstamos lingüísticos mixe-zoqueanos en el ámbito mesoamericano. En ese sentido, apunta que las palabras pueden ser zoques, pero no mixes. Según esto, sería imposible que los olmecas fuera hablantes de protomixe-zoque, puesto que en el tiempo de apogeo de la llamada cultura madre (1500--100 a. C.), las lenguas mixe y zoque formaban una unidad. 
Kaufman se lanzó en el año 2001 contra las bases de los préstamos mixe-zoqueanos en otras lenguas mesoamericanas, argumentando la presencia de pueblos de dicha filiación en Teotihuacán. Kaufman señala que las características atribuidas al mixe-zoque son en realidad comunes a varias lenguas mesoamericanas y tienen amplia difusión en la zona. 
Por otra parte, al principio del siglo XX, Edward Sapir incluyó al grupo mixe-zoqueano en la hipotética superfamilia macro-penutia. También se ha intentado relacionarla en una supuesta familia macro-mayense, junto con las lenguas totonacanas y las lenguas mayenses.

### Clasificación interna
Las estimaciones glotocronológicas para el tiempo de diversificación a partir del proto-mixe-zoque es de 36 siglos. El tiempo de diversificación de cada grupo a partir del proto-mixeano y el proto-zoqueano son sustancialmente menores. Las lenguas zoqueanas parecen tener un tiempo de diversificación de unos 14 siglos, mientras que las lenguas mixeanas parecen tener un tiempo de diversificación de unos 13 siglos.
| Clasificación de las lenguas mixe-zoqueanas |          |                         |                         |                                     |                          |
| Familia                                     | Grupos   | Grupos                  | Grupos                  | Lengua                              | Territorio               |
| Lenguas mixe-zoqueanas                      | Mixeano  | Mixe de Oaxaca          | Mixe de Oaxaca          | Variedades mixes de la sierra Norte | Sierra de Norte (Oaxaca) |
| Lenguas mixe-zoqueanas                      | Mixeano  | Mixe del Golfo          | Mixe del Golfo          | Popoluca de Sayula                  | Veracruz                 |
| Lenguas mixe-zoqueanas                      | Mixeano  | Mixe del Golfo          | Mixe del Golfo          | Popoluca de Oluta                   | Veracruz                 |
| Lenguas mixe-zoqueanas                      | Zoqueano | Zoque del Golfo         | Zoque del Golfo         | Popoluca de Texistepec              | Veracruz                 |
| Lenguas mixe-zoqueanas                      | Zoqueano | Zoque del Golfo         | Zoque del Golfo         | Popoluca de Soteapan                | Veracruz                 |
| Lenguas mixe-zoqueanas                      | Zoqueano | Zoque de los Chimalapas | Zoque de los Chimalapas | Zoque de San Miguel Chimalapa       | Los Chimalapas (Oaxaca)  |
| Lenguas mixe-zoqueanas                      | Zoqueano | Zoque de los Chimalapas | Zoque de los Chimalapas | Zoque de Sta. María Chimalapa       | Los Chimalapas (Oaxaca)  |
| Lenguas mixe-zoqueanas                      | Zoqueano | Zoque de Chiapas        | Zoque de Chiapas        | Variedades zoques de Chiapas        | Poniente de Chiapas      |

### Número de hablantes
Lista de las lenguas mixezoqueanas, con número de hablantes (y fecha de estimación):
1. Lenguas mixeanas
  1. Grupo oriental
    1. Mixe de Coatlán 5000 (1993)[3]
    2. Mixe del Istmo 20 000 (1990)[4]
    3. Mixe de Juquila 8000 (2002)[5]
    4. Mixe de Mazatlán 19 200 (2000)[6]
    5. Mixe de Atitlán 13 000 (2002)[7]
    6. Mixe de Quetzaltepec 6700 (2002)[8]

  2. Grupo de Veracruz
    1. Popoluca de Oluta 100 (1990)[9]
    2. Popoluca de Sayula 4000 (1990)[10]

  3. Grupo del oeste
    1. Mixe de Tlahuitoltepec 5000 (1991)[11]
    2. Mixe de Totontepec 5200 (1990)[12]
2. Lenguas zoqueanas
  1. Zoque de Chiapas
    1. Zoque de Copainalá 10 000 (1990)[13]
    2. Zoque de Francisco León 20 000 (1990)[14]
    3. Zoque de Rayón 2150 (1990)[15]

  2. Zoque de Oaxaca
    1. Zoque Chimalapa 4500 (1990)[16]

  3. Zoque de Veracruz
    1. Popoluca de la Sierra 30 000 (1991)[17]
    2. Popoluca de Texistepec 450 (1990)[18]
    3. Zoque de Tabasco 40 (1971)[19]

### Relación con otras lenguas
Los primeros intentos clasificatorios, como el de Orozco y Berra, proponían una afinidad entre las lenguas mixe-zoqueanas y las lenguas otomangueanas. Sin embargo, esa propuesta ha sido desechada por falta de evidencia empírica. Justeson y Kaufman (1994) probaron un antepasado de esta familia, debió ser la lengua hablada por los olmecas (los autores denominan a la lengua de los olmecas testimoniada en las estelas de piedra, como epiolmeca).
Recientemente sobre la base de una lista de casi 200 cognados, se ha podido establecer sólidamente que las lenguas mixe-zoqueanas están emparentadas con las lenguas totonaco-tepehuas, formando las dos familias las dos ramas de la familia totozoqueana (Brown et al. 2011).

## Características comunes

### Fonología
El inventario fonémico del mixe-zoqueano reconstruido por Wichmann (1995) puede parecer relativamente simple. Sin embargo, algunos de los idiomas modernos han sido innovadores: algunos han eliminado algunas vocales y otros han introducido el contraste fortis/lenis en la serie de consonantes oclusivas. El fonema lateral /l/ se encuentra en pocas palabras, y es posible que estas palabras tengan un origen onomatopéyico. La siguiente tabla da el inventario reconstruido:
|              |              | Labial | Labial | Alveolar | Alveolar | Palatal | Palatal | Velar | Velar | Glotal | Glotal |
| ------------ | ------------ | ------ | ------ | -------- | -------- | ------- | ------- | ----- | ----- | ------ | ------ |
| Oclusivas    | Oclusivas    | *p     | *p     | *t       | *t       | *ts     | *ts     | *k    | *k    | *ʔ     | *ʔ     |
| Fricativas   | Fricativas   |        |        | *s       | *s       |         |         |       |       | *h     | *h     |
| Nasales      | Nasales      | *m     | *m     | *n       | *n       |         |         |       |       |        |        |
| Aproximantes | Aproximantes | *w     | *w     |          |          | *j      | *j      |       |       |        |        |

En cuanto a las vocales el inventario es:
|                | Anterior | Central | Posterior |
| -------------- | -------- | ------- | --------- |
| Cerrada (alta) | *i *i:   | *ɨ *ɨ:  | *u *u:    |
| media          | *e *e:   |         | *o *o:    |
| Abierta (baja) |          | *ɑ *ɑ:  |           |

Además las lenguas mixe-zoqueanas se caracterizan por núcleos silábicos complejos, formados por combinaciones de vocales y la oclusiva glotal y /h/ en proto-mixezoqueano. Los núcleos silábicos de las lenguas mixe-zoqueanas pueden aparecer bajo las siguientes formas:
V - vocal corta
V' - vocal corta con oclusiva glotal
VV - vocal alargada
V'V - vocal alargada con oclusiva glotal intermedia
VV' - vocal alargada con oclusiva glotal final
Vh - vocal corta aspirada

### Gramática
Los idiomas mixe-zoqueanos son lenguas polisintéticas con verbos morfológicamente complejos y sustantivos simples. Señalan gramaticalmente tanto subjetos como objetos en los verbos. Emplean un alineamiento morfosintáctico de tipo ergativo y tienen un sistema directo/inverso. Distinguen dos tipos de oraciones básicas: independiente y dependiente.

### Comparación léxica
El siguiente cuadro resume los numerales en diferentes variedades de lenguas mixe-zoqueanas:
| GLOSA | Mixeano            | Mixeano            | Mixeano       | Zoqueano            | Zoqueano           | Zoqueano       | proto- mixe-zoque |
| GLOSA | Popoluca de Sayula | Mixe de Totontepec | proto-mixeano | Popoluca Texistepec | Zoque de Copainalá | proto-zoqueano | proto- mixe-zoque |
| ----- | ------------------ | ------------------ | ------------- | ------------------- | ------------------ | -------------- | ----------------- |
| 1     | tuʔk               | toʔk               | *tuʔ.k        | tum                 | tumi               | *tum-          | *tu-              |
| 2     | mečk               | mehʦk              | *mehʦ.k       | wisnaʔ              | meʦa               | *meʦ-, *wis-   | *mehʦ-, *wis-     |
| 3     | tūgup              | tōhk               | *tuku.k       | tuknaʔ              | tukaʔy             | *tuku-         | *tuku-            |
| 4     | mak.tašp           | mak.tāšk           | *mak.tas.k    | baksnaʔ             | makškuʔ            | *maktas-       | *mak.tas-         |
| 5     | mogošp             | mugošk             | *mokoš.k      | bosnaʔ              | mosaʔ              | *mos-          | *moʔos-           |
| 6     | tuhtup             | tohtik             | *tuhtu.k      | tuhnaʔ              | tuhtaʔ             | *tuhtu-        | *tuhtu-           |
| 7     | guš.tuhtup         | vuš.tohtik         | *wuš.tuhtu.k  | wis.tuhnaʔ          | kuʔyaʔy            | *wistuhtu-     | *wis.tuhtu-       |
| 8     | tuku.tuhtup        | todohtik           | *tuku.tuhtu.k | tuk.tuhnaʔ          | tuku.tuhtaʔy       | *tuku.tuhtu-   | *tuku.tuhtu-      |
| 9     | taš.tuhtup         | taš.tohtik         | *tas.tuhtu.k  | baks.tuhnaʔ         | maks.tuhtaʔy       | *maks.tuhtu-   | *mak.tas.tuhtu-   |
| 10    | makp               | mahk               | *mahk         | baknaʔ              | mahkaʔy            | *mahk-         | *mahk-            |